# La Covatilla
La Covatilla is een Spaans wintersportgebied van de stad Béjar en is gelegen in de provincie Salamanca, in de autonome regio van Castilië en León.
Het toeristische centrum Sierra de Béjar werd geopend in 2001. De bouw werd voorafgegaan door intense debatten tussen milieugroeperingen en de voorstanders van het project.
De bouw van het skistation en de exploitatie werd hoofdzakelijk gefinancierd door de Diputación de Salamanca en de stad Béjar. De huidige exploitatie wordt uitgevoerd door het bedrijf Gecobesa.
Het gebied bestaat uit 19,5 kilometer aan skipistes, variërend van een minimum hoogte van 2000 meter tot een maximum van 2360 meter.

## Wielrennen
La Covatilla geniet ook bekendheid dankzij de wielersport. Meermaals was La Covatilla aankomstplaats in de Ronde van Spanje. De beklimming van La Covatilla is 1.965 m hoog en 9,8 km lang bij een gemiddeld stijgingspercentage van 7,1%. Het is een onregelmatige klim met een open karakter, waardoor de wind er vrij spel heeft.
De ritwinnaars in La Covatilla zijn:

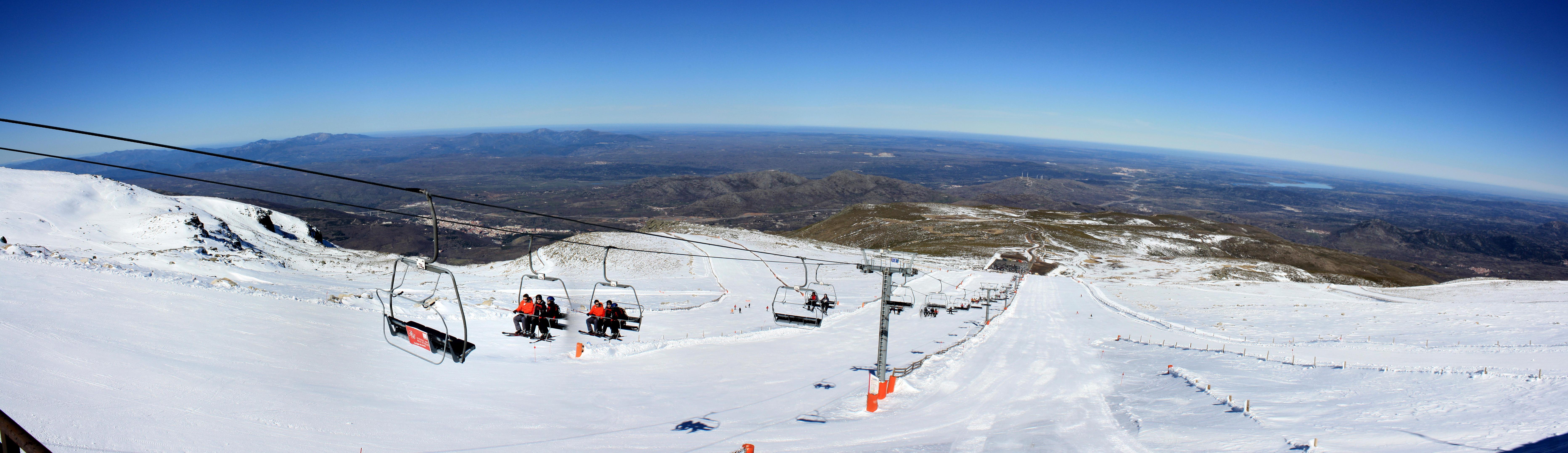
Uitzicht vanaf La Covatilla.

- 2002: Santiago Blanco
- 2004: Félix Cárdenas
- 2006: Danilo Di Luca
- 2011: Daniel Martin
- 2018: Benjamin King
- 2020: David Gaudu